# ميدالية بوكانان
ميدالية بوكانان أو ميدالية بتشانان (بالإنجليزية: Buchanan Medal)‏ هي ميدالية تمنحُها الجمعية الملكية تقديرًا للمساهمة المُتميزة في العلوم الطبية عمومًا. أنشأت الجمعية الملكية (اسمها الكامل: رئيس ومجلس وزملاء الجمعية الملكية في لندن لتحسين المعرفة الطبيعية) هذه الجائزة في عام 1897 تخليدًا لذكرى طبيب لندن وعالم الوبائيات السير جورج بوكانان (1831-1895).

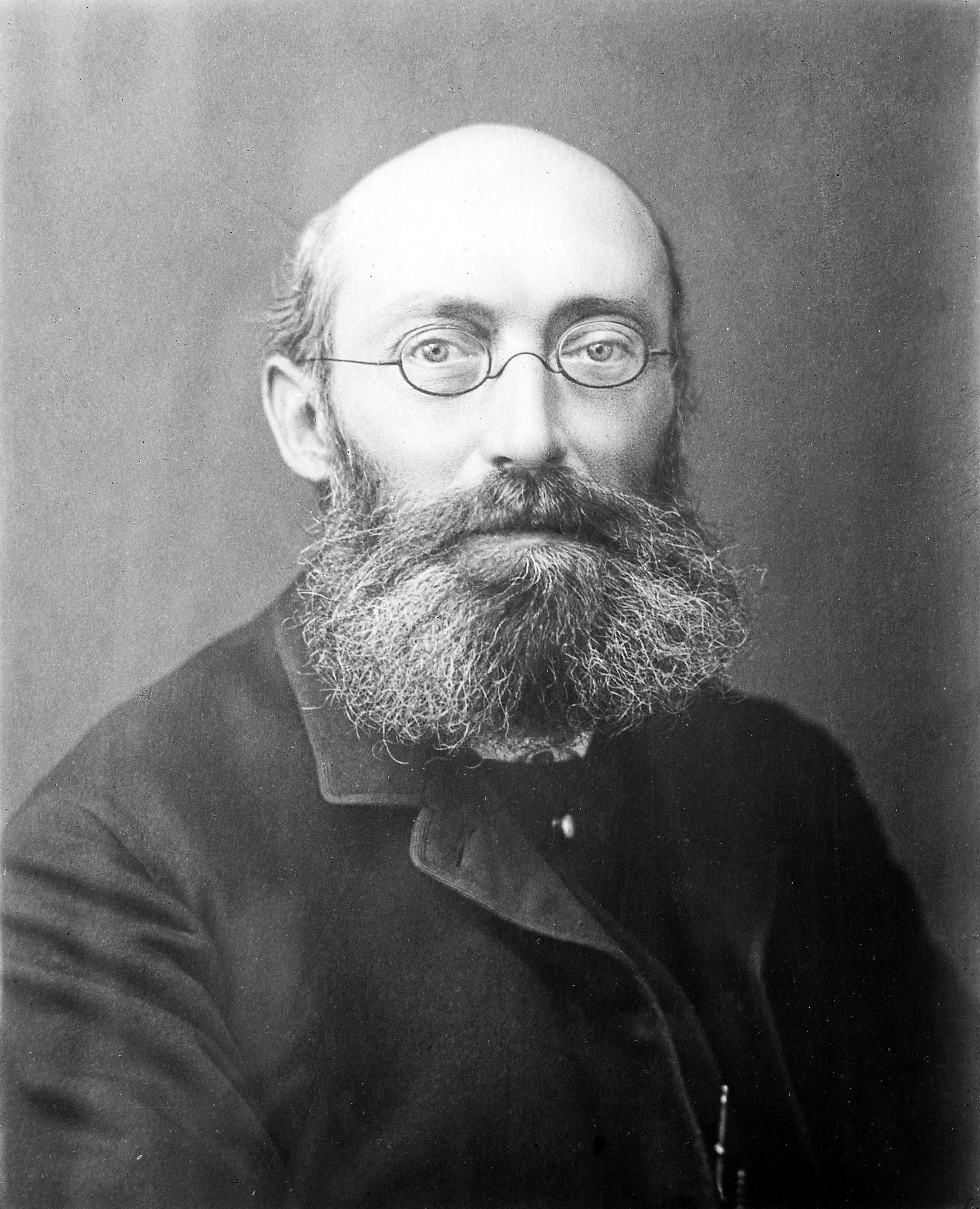
جورج بوكانان

كان من المُقرر أن تُمنح الجائزة مرة واحدة كلَ خمسةِ أعوام، ولكن منذُ 1990 مُنحت الميدالية كل عامين، ومنذُ عام 2017 أصبحت تُمنحُ كل عام. كانت الجائزة سابقًا عبارة عن ميدالية فضية مُذهبة، مُرفقٌ معها 1000 جنيه إسترليني بريطاني، وأصبحت الآن ميدالية فضية مُذهبة مُرفقٌ معها 2000 جنيه إسترليني بريطاني.
منذُ إنشائها مُنحت هذه الميدالية 34 مرة، ولم تُمنح للفرد نفسه أكثر من مرة، وذلك خلافًا لميداليات الجمعية الملكية الأخرى مثل القلادة الملكية. مُعظم الفائزين بهذه الميدالية من فئةِ الأطباء أو من المهنيين الطبيين؛ وذلك بسبب معايير الميدالية الخاصة، ويُستثنى من هذا المُهندس فريدريك وارنر والذي فازَ بالميدالية عام 1985 لدورهِ المهم في الحدِ من تلوثِ نهر التمز ولمساهماته الأخرى في تقييم المَخاطر.
حصلَ أحدُ الفائزين بهذه الجائزة على جائزة نوبل، وهو الطبيب الأسترالي باري مارشال، والذي حصل على ميدالية بوكانان عام 1998، تقديرًا لعملهِ في «اكتشاف دور البكتيريا الملوية البوابية في إحداثِ الأمراض مثل القرحة الإثناعشرية والقرحة المعدية وسرطان المعدة والتهاب المعدة المُرتبط بعسر الهضم»، كما حصلَ على جائزة نوبل في الطب أو علم وظائف الأعضاء عام 2005. أيضًا بيتر راتكليف قد حصل على ميدالية بوكانان في عام 2017 تقديرًا «لبحثهِ الرائد حول باستشعار الأكسجين ومسارات الإشارة التي تتوسط الاستجابة الخلوية لنقص الأكسجين.»، وكان قد حصل على جائزة نوبل في الطب أو علم وظائف الأعضاء عام 2019. يُعتبر الطبيب جون سايمون أولَ من حصل على ميدالية بوكانان عام 1897، وذلك لدورهِ المُتميز كمنظمٍ للإدارة الصحية الطبية في بلده، وكمعززٍ للأبحاثِ العلمية المُتعلقة بالصحة العامة.

## الفائزون
المصدر: الجمعية الملكية
| السنة | الفائز | الفائز                                 | السبب | ملاحظات |
| ----- | ------ | -------------------------------------- | --- | ------- |
| 1897  |        | جون سايمون                             | "لخدماتِه المُتميزة كمنظمٍ للإدارة الصحية الطبية في بلده، وكمعززٍ للأبحاثِ العلمية المُتعلقة بالصحة العامة" | [ 10 ]  |
| 1902  |        | سيدني كوبمان                           | "لاستقصاءاته التجريبية في علم البكتيريا وعلم الأمراض المقارنة للتطعيمات" | [ 11 ]  |
| 1907  |        | وليام هنري باور                        | "لخدماته في العلوم الصحية" | [ 12 ]  |
| 1912  |        | ويليام جيم جورجاس                      | "لإدارته الصحية لأعمال قناة بنما" | [ 13 ]  |
| 1917  |        | ألمروث رايت                            | "لإسهاماته في الطب الوقائي" | [ 14 ]  |
| 1922  |        | ديفيد بروس                             | "لأبحاثه والاكتشافات في طب المناطق الحارة" | [ 15 ]  |
| 1927  |        | ميجر غرينوود                           | "لأبحاثه الإحصائية وأعماله الأخرى المُتعلقة بالصحة العامة" | [ 16 ]  |
| 1932  |        | ثورفالد مادسن                          | "لعمله النظري والعملي الهام جدًا على المناعة، خاصةً فيما يتعلق بترياق الخناق" | [ 17 ]  |
| 1937  |        | فريدريك فولر راسل                      | "لعمله المُتعلق بمشاكلِ الصحة العامة في أجزاء كثيرة من العالم، وذلك نيابةً عن قسم الصحة الدولية التابع لمؤسسة روكفيلر" | [ 18 ]  |
| 1942  |        | ويلسون جيمسون                          | "لخدمته الإدارية المميزة في العلوم والممارسات التصححية" | [ 19 ]  |
| 1947  |        | إدوارد ميلانبي                         | "لأبحاثه المتميزة في علم وظائف الأعضاء في التغذية، وخاصةً فيما يتعلق بتسبيب أمراض النقص" | [ 20 ]  |
| 1952  |        | ريكارد كريستوفرز                       | "لأبحاثه البارزة حول الملاريا وبَعوض الأنوفيليس التي تنقل المرض" | [ 21 ]  |
| 1957  |        | نيل هاميلتون فيرلي                     | "لمساهماته المتميزة في مكافحة الملاريا" | [ 22 ]  |
| 1962  |        | لاندسبوروغ تومسون                      | "لخدماته الطويلة والمتميزة لدعم وإدارة البحوث الطبية والحيوية" | [ 23 ]  |
| 1967  |        | غراهام ويلسون                          | "لعمله المتميز في الجوانب الطبية لعلم البكتريا والمناعة، ولخدمته في مختبرات الصحة العامة في إنجلترا وويلز" | [ 24 ]  |
| 1972  |        | ريتشارد دول                            | "لدراساته البارزة حول المسببات المرضية والوقاية والعلاج من الأمراض وخاصةً السرطان" | [ 25 ]  |
| 1977  |        | ديفيد إيفانز                           | "لدوره الرائد في التوحيد المعياري ومراقبة سلامة اللقاحات" | [ 26 ]  |
| 1982  |        | فريدريك وارنر                          | "لدوره الهام في الحدِ من تلوثِ نهر التمز ولمساهماته الأخرى الهامة في تقييم المَخاطر." | [ 27 ]  |
| 1987  |        | جورج كارولي رادا                       | "لتطويره التنظير الطيفي بالرنين المغناطيسي النووي عالي الدقة، لدراسة علم الطاقة الخلوية والإنزيمات الخلوية وللتشخيص الطبي، وأيضًا للأفكار والتطورات التي اكتُسبت منه" | [ 18 ]  |
| 1990  |        | سيريل كلارك                            | "لدراساته المبتكرة حول أمراضِ حديثي الولادة الانحلالية والتي بلغت ذروتها في العلاجات الجديدة، مما أدى إلى القضاء على هذا المرض الجنيني الرئيسي" | [ 28 ]  |
| 1992  |        | دينيس بارسونز بوركيت                   | "لاكتشافه ورمَ غددٍ لمفاوية (لمفوما) يحمل اسمه" | [ 29 ]  |
| 1994  |        | ديفيد ويثيرال                          | "تقديرًا لمساهماته الملحوظة على مدارِ سنواتٍ عديدةٍ في تطبيق علم الوراثة الجزيئي على الطب البشري، ولا سيما توضيح الأشكال المتعددة للأمراض الجزيئية التي قد تكمن وراء الثلاسيميات، وأيضًا لدوره القيادي في تعزيز تطبيق علم الوراثة الجزيئي على الطب في المملكة المتحدة، ولدوره مديرًا لمعهد الطب الجزيئي في أكسفورد" | [ 30 ]  |
| 1996  |        | نورمان هنري أشتون                      | "لإسهامته في أبحاث الإبصار ومن أهم اكتشافاته اكتشافُه لدورِ الأكسجين في نشأة وتطورِ التنسج الليفي خلفَ العدسة والذي يُعرف باسم اعتلال الشبكية الخداجي، كما درسَ آلية اعتلال الشبكية بفرطِ ضغط الدم واعتلال الشبكية السكري والعداوى الأميبية التي تُصيب العين"                                                         | [ 31 ]  |
| 1998  |        | باري مارشال                            | "تقديرًا لعملهِ في اكتشاف دور البكتيريا الملوية البوابية في إحداثِ الأمراض مثل القرحة الإثناعشرية والقرحة المعدية وسرطان المعدة والتهاب المعدة المُرتبط بعسر الهضم" | [ 32 ]  |
| 2000  |        | وليم ستانلي بيرت                       | "لمساهمته في أُسسِ فهم نظام الرينين-أنجيوتنسين، خاصةً من خلال عمله الأساسي على عزلِ وتحديد بنية الأنجيوتنسين وتنقيةِ الرينين والدراساتِ اللاحقة حول التحكم في إطلاق الرينين" | [ 18 ]  |
| 2002  |        | مايكل واتيرفيلد                        | "لمهاراته المميزة في الكيمياء الحيوية للبروتين والتي غيرت الفهم لنقل الإشارة وتدمير مساراتِ الإشارات الخلوية في السرطان" | [ 18 ]  |
| 2004  |        | ديفيد لين                              | "تقديرًا لاكتشافه للبروتين p53 والأبحاث اللاحقة التي ساعدت على استعمال هذا الاكتشاف في التطبيق السريري، واستخدامِ مسار p53 لإيجاد علاجاتٍ جديدة للسرطان" | [ 18 ]  |
| 2006  |        | إيان مسينتير                           | "لمساهماته العديدة في مجاله، بدءًا من الاكتشافات الأساسية في الأصل الخلوي والوضع الكيميائي الحيوي لعمل الكالسيتونين، حتى تطبيقه في الممارسة السريرية" | [ 33 ]  |
| 2008  |        | كريستوفر مارشال                        | "لمساهماته البارزة في فهم العملية التي تتطور بها السرطانات، ومساهماته في تحديد الأهداف الرئيسية للعلاج" | [ 34 ]  |
| 2010  |        | بيتر كريسويل                           | "لإسهاماته البارزة في علمِ المناعة، وخصوصًا مساعدته في فهم عملية معالجة المُستضدات البروتينية الغريبة ضمن الخلايا لتحفيزِ استجابة خلايا تي المناعية" | [ 35 ]  |
| 2011  |        | ستيفن جاكسون                           | "لمساهماته البارزة في فهم طرق إصلاح الحمض النووي الريبوزي منقوص الأكسجين، ومسارات إشارة استجابة-تضرر الحمض النووي" | [ 36 ]  |
| 2013  |        | دوغلاس هيغز                            | "لعمله الأساسي في تنظيم عنقود جين ألفا-غلوبين البشري، ودور بروتين ATRX في الأمراض الوراثية" | [ 37 ]  |
| 2015  |        | أروين مكليان                           | "لمساهمته الرئيسية في فهم الأُسس الجينية للأمراض الجلدية القابلة للتَوريث" | [ 38 ]  |
| 2017  |        | بيتر راتكليف                           | "لبحثهِ الرائد حول باستشعار الأكسجين ومسارات الإشارة التي تتوسط الاستجابة الخلوية لنقص الأكسجين." | [ 39 ]  |
| 2018  |        | أدريان بيرد                            | "لاكتشافه أنَّ 5-ميثيل سايتوسين المُرتبط ببروتين MeCP2 يُسكِت نسخ الحمض النووي المثيلي، كما يُمكنه عكس متلازمة ريت في نقص MeCP2، ويُعتبر أول دليل على أنَّ مثل هذه الأمراض العصبية النمائية قابلة للشفاء." | [ 40 ]  |
| 2019  |        | جيليان غريفيثس                         | "لوضعها الآليات البيولوجية الأساسية للخلايا التي تدفع إلى قتل الخلايا التائية السامة للخلايا، ووضعها أسس التطبيق الواعي للعلاج المناعي للسرطان." | [ 41 ]  |
| 2020  |        | دوغلاس تورنبول                         | "لمساهماته البارزة في الطب الحيوي خصوصًا فيما يتعلق بأمراض الميتوكندريا، وأيضًا كيفية تطوير طريقة لمنع انتقالها." | [ 42 ]  |
| 2021  |        | آن فيرغسون سميث                        | "لعملها الرائد في علم التخلق، وعملها متعدد التخصصات في البصمة الجينية، والتفاعل بين الجينوم وما فوقه، وكيفية عمل التأثيرات الوراثية والبيئية على التطور والأمراض البشرية." |         |
| 2022  |        | إدوارد ريتشارد موكسون                  | "للمساعدة في ريادة مجال علم الأحياء الدقيقة الجزيئي، واكتشاف مواضع الطوارئ في البكتيريا التي تسهل التطور السريع تحت الاختيار وتقديم مساهمات رئيسية في تطوير لقاحات التهاب السحايا." |         |
| 2023  |        | هاغن بيلي [الإنجليزية]                 | "لتأسيس شركة تقانة أكسفورد نانوبور (بالإنجليزية: Oxford Nanopore Technology)‏، إحدى الشركات التقنيَّة الحيويَّة فائقة النجاح." |         |
| 2024  |        | جين فيسفادر [الإنجليزية] جيفري ليندمان | "لاكتشافاتهما حول الخلايا الجذعية والسلفية للثدي واستخدام هذه المعرفة لاكتشاف طرق جديدة لعلاج سرطان الثدي والوقاية منه." |         |

## وصلات خارجية
- الجمعية الملكية: ميدالية بوكانان